# Three (Neuseeland)
Three ist ein neuseeländischer Privatfernsehsender. Der Sendebeginn war am 26. November 1989. Seit dem 1. April 2008 gibt es einen HDTV-Ableger.